# Prorostoma integrum
Prorostoma integrum är en tvåvingeart som först beskrevs av Mario Bezzi 1922.  Prorostoma integrum ingår i släktet Prorostoma och familjen svävflugor. Inga underarter finns listade i Catalogue of Life.